# Ненадова
Ненадова — село на Закерзонні в Польщі, у гміні Дубецько Перемишльського повіту Підкарпатського воєводства.
Населення — 2230 осіб (2011).

## Розташування
Село розташоване на відстані 4 кілометри на схід від центру гміни села Дубецько, 25 кілометрів на захід від центру повіту міста Перемишля і 38 кілометрів на південний схід від центру воєводства — міста Ряшіва.

## Історія
В XI-XIII століттях на цих землях існувало Перемишльське руське князівство зі столицею в Перемишлі, яке ввійшло до складу Галицького князівства, а пізніше Галицько-Волинського князівства.
Після захоплення цих земель Польщею територія в 1340–1772 роках Ненадова входила до складу Сяноцької землі Руського воєводства Королівства Польського, в 1441 р. вперше згадується як передмістя Дубецька. За податковим реєстром 1515 р. в селі було 17 ланів (коло 425 га) оброблюваної землі, млин і корчма. Село знаходиться на заході Надсяння, яке внаслідок примусового закриття церков у 1593 р. зазнало латинізації та полонізації.
У 1772 році внаслідок першого поділу Польщі село відійшло до імперії Габсбургів і ввійшло до складу австрійської провінції Галіція.
Відповідно до «Географічного словника Королівства Польського» в 1880 р. Ненадова знаходилась у Перемишльському повіті Королівства Галичини та Володимирії Австро-Угорщини, були 1823 мешканці (зокрема 109 мешканців на землях фільварку), з них 1625 римо-католиків.. За шематизмом того року в селі був 51 греко-католик, які належали до парафії Дубецько Бірчанського деканату Перемишльської єпархії. На той час унаслідок півтисячоліття національної дискримінації українці західного Надсяння опинилися в меншості.
На 01.01.1939 у селі було 3020 жителів, з них 80 українців, 2870 поляків, 70 євреїв. Село входило до ґміни Дубецько Перемишльського повіту Львівського воєводства. У 1939 р. налічувався 61 греко-католик, які належали до парафії Дубецько Порохницького деканату Перемишльської єпархії.
Після Другої світової війни Надсяння, попри сподівання українців на входження в УРСР, було віддане Польщі, а корінне українське населення примусово-добровільно вивозилося в СРСР. 1947 року під час Операції Вісла чоловіки були ув'язнені в концтаборі Явожно, а решта депортована на понімецькі землі Польщі.
У 1975—1998 роках село належало до Перемишльського воєводства.

## Демографія
Демографічна структура станом на 31 березня 2011 року:
|          | Загалом | Допрацездатний вік | Працездатний вік | Постпрацездатний вік |
| -------- | ------- | ------------------ | ---------------- | -------------------- |
| Чоловіки | 1076    | 250                | 705              | 121                  |
| Жінки    | 1154    | 263                | 632              | 259                  |
| Разом    | 2230    | 513                | 1337             | 380                  |